# Лу Тун
Лу Тун (盧仝, * 790 — † 835) — китайський поет, знавець чайної церемонії часів династії Тан.

## Життєпис
Народився 790 року в місті Цзіянь (сучасна провінція Хенань).
810 року відійшов від будь-яких справ й усамітнився у горах Шаоші. Жив у повній відповідності до даоських принципів «у-вей» (ніякої власної активності, тільки спонтанні дії відповідно до людської природи) і з ранку до ночі нічого більше не робив, крім того, що писав вірші і заварював чай.
835 року прибув до столиці імперії Чан'ань на запрошення канцлера Ван Я. В цей час відбулася спроба заколоту з метою відсторонення від керування групи євнухів. В результаті імператор Вень-цзун наказав страти заколотників. Уряд стратив не тільки 600 солдатів-учасників заколоту, але й більш ніж 2000 членів сімей та родичів лояльних міністрів, сановників та прихильників. Лу Тун також був оголошений державним злочинцем (як друг страченого Ван Я), йому відрубали голову, яку потім виставили напоказ.

## Творчість
Більш за все він відомий як автор книги віршів про чай та чайну церемонію, в передмові до якої говорить: «Дякую імператорському цензору Мена за його дар свіжозібраного чаю». Лу Тун складав настільки екстравагантно і шокуюче, що деякі сучасники вважали його божевільним. Його збуджений ентузіазм виражений в рядку одного з віршів: «Я турбуюся не про довге життя, а тільки про смак чаю». Відомою є його «Поема про чай».